# Лучицкая, Мария Викторовна
Мария Викторовна Лучицкая (28 декабря 1852—1924) — русская переводчица, издатель, общественный деятель, автор ценных мемуаров, биограф Софьи Ковалевской. Супруга и ассистент историка И. В. Лучицкого.

## Биография
Мария Викторовна родилась в селе Ирклиев, невдалеке от Черкасс, в небогатой дворянской семье. Её отец Виктор Адрианович Требинский был потомком средневекового сербского князя Угричича, который за победу над турками под герцеговинским городом Требинье получивл «приставку» Требинский. В Россию Угричичи-Требинские переселились в XVIII веке. В дальнейшем, они утратили и княжеский титул, и первую часть фамилии.
Мария Викторовна блестяще и досрочно закончила Киевский институт благородных девиц. Ещё в детские и студенческие годы она овладела четырьмя иностранными языками. В свободное время девушка учила грамоте крестьянских детей. Она мечтала стать врачом, а медицинское образование получить в Цюрихе. Но этим планам не суждено было осуществиться. Мария познакомилась с историком И. В. Лучицким и вскоре вышла за него замуж. Иван Васильевич увлек жену своими научными интересами. По просьбе мужа, она начала переводить интересующие его работы. Мария Викторовна перевела с английского на русский язык «Описательную социологию» Г. Спенсера, «Историческую географию Европы» Э. Фримэна, «Историю умственного развития Европы» английского социал-дарвиниста Джона Дрейпера; с французского — «Историю Франции XIX в.» Л. Грегуара и т. д. В «Северном Вестнике» (1892, IX—XII) Лучицкая поместила подробную биографию Софьи Ковалевской.
В Киеве Лучицкие жили сначала в доме Фотины Павловны Требинской, матери Марии Викторовны (Левашовская, 22), а затем на гонорары за переводы Марии Викторовны купили большой дом на Институтской, 27/6, где и сейчас над парадными входами сохранились её инициалы. По отзывам современников, Мария Викторовна была замечательной матерью троих детей и душой семейного очага. Эта сдержанная высокая черноволосая женщина с голубыми глазами и южно-балканскими чертами лица, будучи полной противоположностью «взрывному», хоть и отходчивому мужу, создавала в доме удивительную атмосферу доброжелательности и уюта.
Мария Викторовна была таким же «трудоголиком», как и профессор Лучицкий. С 1891 года Мария Викторовна плотно сотрудничала с Южно-русским книгоиздательством Ф. А. Иогансона в Киеве. Под её редакцией вышло 22 тома собрания произведений Виктора Гюго и 48 томов — Эмиля Золя. В зрелом возрасте она перевела «Историю современной Европы» и «Современную цивилизацию в некоторых её экономических проявлениях» У. Каннингема.
Неоценим вклад Марии Викторовны в русскую скандинавистику. Она в совершенстве изучила шведский, датский, датско-норвежский (Norsk bokmål) и ново-норвежский (Norsk nynorsk) языки. И в 1887 году представила вниманию соотечественников огромный пласт скандинавской научной и художественной литературы. Среди её переводов самой высокой оценки заслуживают собрания сочинений Г. Ибсена, Б. Бьёрнсона, Гарборга и А. Хьелланна (Кьелланда). Прекрасное знание средневековых реалий Норвегии помогло Лучицкой при переводе исторических драм двух вышеозначенных авторов. Сделанный ею выбор русских транскрипций многочисленных норманнских собственных имён (Аслак, Видкун, Гудрун, Ингвар, Коллбейн, Сверре, Тордис, Торкель и мн. др.), в большинстве случаев, весьма удачен, хорошо соответствуя как норманнской, так и славянской языковым стихиям. Позднейшие русские переводы Ибсена и Бьёрнсона делались уже «с оглядкой» на монументальный труд Лучицкой.
В период лихолетья, в 1918 году умер на хуторе Каврай Иван Васильевич Лучицкий. В киевской прессе отметили, что «обстоятельства смерти не известны». Ещё при жизни мужа Мария Викторовна распорядилась выстроить на Аскольдовой могиле в Киеве родовой склеп, и именно там захоронили профессора.
Один из сыновей Лучицких — юрист Николай Иванович — не принял советской власти, и то ли умер в тюрьме от туберкулеза, то ли был расстрелян в подвале бывшего Института благородных девиц в Киеве, который окончила его мать.
Родовой склеп Лучицких на Аскольдовой могиле был стёрт с лица земли в советские годы.
В 2000 г. «Мемуары» Лучицкой были впервые изданы Институтом всеобщей истории РАН.

## Семья и потомки
- Муж — Лучицкий, Иван Васильевич (1845—1918), русский историк-медиевист, многолетний профессор Киевского университета,  член-корреспондент Петербургской АН (1908).
  - Сын — Лучицкий, Владимир Иванович (1877—1949), крупный советский учёный, геолог и петрограф, академик АН УССР (1945)
    - Внук — Лучицкий, Игорь Владимирович (1912—1983) — советский учёный-геолог, член-корреспондент АН СССР (1968).
      - Правнучка — Лучицкая Светлана Игоревна (1960 г. р.), российский историк-медиавист[6], доктор исторических наук, ведущий научный сотрудник ИВИ РАН.

  - Сын —  Лучицкий, Николай Иванович (? — ?).
    - Внучка — Елена Николаевна, кандидат биологических наук, жила в Киеве.

  - Дочь — Лучицкая, Ольга Ивановна (? — ?), переводчица, библиотечный работник. С 1930-х годов жила в Москве.
    - Внук — Лев Леонтьевич, инженер.
    - Внучка — Вера Леонтьевна, переводчик, участвовала в составе советской делегации в Нюрнбергском процессе.
    - Внучка — Нина Леонтьевна, умерла в детстве.

## Сочинения[7]
- Арнэ Гарборг. Очерк / М. Лучицкая. В кн: Сборник в пользу недостаточных студентов Университета св. Владимира. — Санкт-Петербург: тип. М. М. Стасюлевича, 1895. — 340 с.; 25 см.

- Генрик Ибсен. Этюд / [Соч.] М. В. Лучицкой. — Киев: тип. И. И. Чоколова, 1901. — 101 с.; 21 см.

- Скандинавкие писатели. Часть 1. Норвежские писатели: Генрик Ибсен, Бьернстьерне-Бьернсон, Кристиан Эльстер, Александр Килланд, Арне Гарборг ; Софья Ковалевская, Анна-Шарлотта Лефлер, Эллен Кей / С портр. авт. и вступительной статьей М. В. Лучицкой. — Киев: Б. К. Фукс, 1902. — VI, 7-260 с., 1 л. портр.

- Мемуары / М. В. Лучицкая; Ин-т всеобщ. истории РАН, Ин-т укр. археографии АН Украины. — М.: ИВИ РАН, 2003. — 196 с. : ил., портр. ; 20 см. — Библиогр. с. 173-195.

## Переводы и редактура[7]
- Лефлер-Эдгрен А.Ш. Летняя идиллия. Роман в двух частях. Перевод М. Лучицкой. // журнал "Северный Вестник", №№ 1-4, 1890.

- Сборник произведений скандинавских писателей. Вып. 1: Норвежские писатели (Б. Бьернсон, А. Гарборг, Г. Ибсен, А. Килланд) / Пер. с норвеж. М. В. Лучицкой. — 1891. — 292 с.

- Борьба за счастье. Две парал. драмы / Соч. б. проф. Стокгольмского ун-та Софьей Ковалевской совместно с Алисой Карлоттой Леффлер; Пер. со швед. М. Лучицкой. — Киев : изд. кн. маг. Ф.А. Иогансона, 1892. — 258 с.; 15 см.
  - То же: Борьба за счастье. Драма в 5-ти д. с прологом. — Москва: Театральная б-ка С. Рассохина, ценз. 1894. — 113 с.; 21 см. — (Сцена. Драм. сборник; 1894. Вып. 7).

- Смерть. Рассказ / Гарборг Арне. Пер. М. Лучицкой. В кн.: Киевский сборник в помощь пострадавшим от неурожая. Под редакцией И. В. Лучицкого. — Киев: типография С. В. Кульженко. — 1892. C. 25—33.

- История двух орлов. Эскиз / Густав Гейерстам. Пер. М. Лучицкой. В кн.: Киевский сборник в помощь пострадавшим от неурожая. Под редакцией И. В. Лучицкого. — Киев: типография С. В. Кульженко. — 1892. C. 232—234.

- Орлица. Рассказ / Ионас Ли. Пер. М. Лучицкой. В кн.: Киевский сборник в помощь пострадавшим от неурожая. Под редакцией И. В. Лучицкого. — Киев: типография С. В. Кульженко. — 1892. C. 291—294.

- Собрание сочинений Бьернстьерне-Бьернсона / Пер. с норвеж. М. В. Лучицкой. Т. 1-. — Киев; Харьков: Ф. А. Иогансон, 1893. — 13 см.
  - То же: Полное собрание сочинений Бьернстьерне-Бьернсона. — 2-е изд. - Киев; Харьков: Ф.А. Иогансон, 1897. - 14 см.
  - То же: В 2 т. Испр. и доп. новыми произведениями Б. Бьернсона / Пер. с норв. [и предисл.] М. В. Лучицкой. Т. 1-2. — Киев; Харьков: Ф. А. Иогансон Южно-рус. кн-во, 1900 (Киев: тип. И. И. Чоколова в Киеве). — 2 т.; 27 см.

- История Франции в XIX веке с приложением введения и дополнений / Л. Грегуар; пер. М. В. Лучицкой под ред. И. В. Лучицкого. — Москва: издание К. Т. Солдатенкова, 1893-1897. — 23 см.

- Полное собрание сочинений Гюи де-Мопассана / Пер. В. Н. Михайлова под ред. М. В. Лучицкой. — Киев: Б. К. Фукс, 1903. — 18 см.

- История умственного развития Европы. В 2 т / Дж. В. Дрэпер; Пер. с послед. англ. изд. М. В. Лучицкой, под ред. проф. И. В. Лучицкого. — Киев; Харьков: Юж.-рус. кн-во Ф. А. Иогансона, 1895. — 1324 с. разд. паг.; 23 см.
  - То же: — 2-е изд. — Киев; Харьков: Юж.-рус. кн-во Ф. А. Иогансона, 1896. — 665 с. разд. паг.; 22 см.
  - То же: — 3-е изд. — Киев; Харьков: Юж.-рус. кн-во Ф. А. Иогансона, 1900. — 642, XXIII с.; 22 см.
  - То же: — 3-е изд. — Киев [и др.]: Юж.-рус. кн-во "Ф. А. Иогансон" владелец П. И. Бонадурер, 1912. — 659, XXIII с.; 22 см.

- Подвиг / Арнэ Гарборг; Пер. М. Лучицкой. В кн: Сборник в пользу недостаточных студентов Университета св. Владимира. — Санкт-Петербург: тип. М. М. Стасюлевича, 1895. — 340 с.; 25 см.

- Современная цивилизация в некоторых ее экономических проявлениях / В. Кеннинггэм; Пер. с англ. М. В. Лучицкой Под ред. проф. И. В. Лучицкого. — Киев; Харьков: Юж.-рус. кн-во Ф. А. Иогансона, 1898. — 236, XII с. ; 18 см

- Основания социологии (The principles of sociology). Анализ явлений ассоциации и социальной организации / [Соч.] Франклина Генри Гиддингса, проф. социологии в Колумб. ун-те г. Нью-Йорка; Пер. с англ. М. В. Лучицкой. Под ред. проф. И. В. Лучицкого. — Киев; Харьков: А. Иогансон, 1898. — 500 с.; 20 см.

- История нашего столетия. 1815-1890 г. / А. Торсое; Пер. с дат. М. В. Лучицкой, под ред. проф. И. В. Лучицкого. Т. 1-2. — Киев: С. В. Кульженко, 1898-1899. — 2 т.; 22 см.

Содержание: Т. 1. 1815-1863 г. Т. 2. 1863-1899 г. . — Во 2 т. 1-го изд. и во 2-м изд. общ. загл.: История нашего столетия. 1815-1899 г.. Пер. с дат. с доп. М. В. Лучицкой, под ред. проф. И. В. Лучицкого . — Загл. ориг. Vort aarhundredes historie 1815-1890. — Пер. также под загл.: История новейшего времени.
- - То же: — 2-е изд. Т. 1-2. — Киев: Южнорус. кн-во Ф. . Иогансона, 1902. — 2 т. ; 22 см.
- Историческое развитие современной Европы от Венского конгресса до нашего времени / Соч. Чарльза М. Эндрьюса; Пер. с англ. М. В. Лучицкой под ред. проф. И. В. Лучицкого. Т. 1-2. — Москва: К. Т. Солдатенков, 1899. — 2 т.; 22 см. — Библиогр. в предисл.
- Полное собрание драматических произведений Генриха Ибсена : В 2-х т / Пер. с дат. М. В. Лучицкой. Т. 1-2. — Киев; Харьков: Ф. А. Иогансон, 1900-1901. — 2 т.; 26 см.
- Фабрика и фабричная система / [Соч.] Р. В. Кука-Тейлора (фабр. инспектора); Пер. с англ. М. В. Лучицкой, под ред. И. Лучицкого. — Киев; Харьков: Юж.-рус. кн-во Ф. А. Иогансон, 1900. — 159 с.; 19 см.
- Задачи бедности. Исслед. пром. положения бедных в Англии / [Соч.] Джека[!] А. Гобсона; Пер. с англ. М. В. Лучицкой. Под ред. И. В. Лучицкого. — Киев; Харьков: Ф. А. Иогансон, тип. И. И. Чоколова в Киеве, 1900. — 228, V с.; 20 см. — Библиогр.: "Список пособий" (с. 225-228).
- Скандинавская литература / Георг Брандес; Пер. с дат. под ред. М. В. Лучицкой. [Ч. 1-2]. — Киев: Б.К. Фукс, 1902. — 2 т.; 24 см.
- Натурализм в Англии. 1875 г. Лекции, чит. в Копенгаг. ун-те весною 1874 г. и осенью 1875 г. В 2-х ч. / Георг Брандес; Пер. с дат. под ред. М. В. Лучицкой. — Киев: Б.К. Фукс, 1902. — 174, 132 с.; 24 см.
  - То же: — 2-е изд., испр. и доп. — Санкт-Петербург: Просвещение, 1909. — 513 с.; 17 см.
- Собрание сочинений Георга Брандеса в двенадцати томах. С портр. авт. и вступ. ст ./ Пер. с дат. под ред. [и с предисл.] М. В. Лучицкой. Т. 1-12. — Киев: Б. К. Фукс, 1902-1903. — 12 т.; 24 см. — (Библиотека избранных критиков ; 1902).
  - В том числе: Литературные характеристики: Тургенев, Достоевский, Толстой, Максим Горький, Зудерман, Гауптман, Зола, Ренан, Милль, Мопассан и др. / Георг Брандес; Пер. с дат. под ред. М. В. Лучицкой. — Киев: Б. К. Фукс, 1903. — 337 с. разд. паг. ; 23 см. Из Собрания сочинений Г. Брандеса т. 6, 11 и 12.
- Полное собрание сочинений Эмиля Зола / Под ред. М. В. Лучицкой. Т. 1-. — Киев: Б.К. Фукс, 1902-1904. — 19 см.
- Иллюстрированное собрание сочинений Виктора Гюго. Т. 1-. Т. 12: Девяносто третий год. Роман / Пер. О. И. и М. В. Лучицких; Под ред. проф. И. В. Лучицкого. Ч. 1. — 1903. — 205 с., 8 л. ил.
- "Молодая Германия": Продолжение / Георг Брандес. Пер. М. В. Лучицкой; Литературные характеристики: Герман Зудерманн. Гергардт Гауптманн. Эмиль Золя. — Киев: тип. "Петр Барский", 1908. — 3-20 с.; 23 см. — (Сочинения; 11).
- Литературные характеристики и разбор произведений  (Эрнест Ренан. Джон Стюарт Милль. Густав Флобер. Эдмонд и Жюль Гонкуры. Альфонс Додэ. Гюи де Мопассан. Поль Гейзе. Бертольд Ауэрбах) / Георг Брандес; Пер. М. В. Лучицкой. — Киев: тип. "Петр Барский", 1908. — 217 с.; 23 см. — (Сочинения; Т. 12).
- Полное иллюстрированное собрание драматических произведений Генриха Ибсена. В 3 т / Пер. с дат. М. В. Лучицкой. Т. 1-3. — Киев; Санкт-Петербург; Одесса: Южно-Рус. кн-во "Ф. А. Иогансон", владелец П. И. Бонадурер, 1912. — 3 т. ил., портр.; 27 см.
- Донесения папского нунция Иоанна Торреса, архиепископа Адрианопольского, о событиях в Польше во время восстания Богдана Хмельницкого / [Пер. С. В. Савченко и М. В. Лучицкой; Испр. и примеч. В. Н. Забугина и В. Б. Антоновича]. — Киев: типо-лит. М. Т. Мейнандера, 1914. — 182 с.; 25 см.
- От чего зависит вздорожание жизни. Роль продавца и покупателя / В. Кеннинггэм; Пер. с англ. М. В. Лучицкой Под ред. проф. И. В. Лучицкого. — Киев и [др.]: П. И. Бонадурер, влад. Юж.-рус. кн-ва Ф.А. Иогансон, 1916. — 236, XII c.; 18 см.
- Девяносто третий год / Виктор Гюго; Пер. с фр. О. И. и М. В. Лучицких, под. ред. проф. И. В. Лучицкого. Вступ. ст.: "Основная мысль "Девяносто третьего года" Виктора Гюго" А. Г. Горнфельда. — Пг.; М.: Колос, 1918. — XVI, 362, IV с.; 19 см. — (Б-ка романов).
- История новейшего времени 1815-1916 г. / А. Торсое; Пер. с дат. М. В. Лучицкой. Под ред. проф. И.В. Лучицкого. — 3-е изд. Т. 1-. — Петроград: тип. П. П. Сойкина, 1917. — 23 см.
  - То же: + Очерк международных отношений в Западной Европе с 1900 г. — Пг.: Изд-во б. П. П. Сойкина, 1919. — 22 см.